# Altenmarkter Madonna

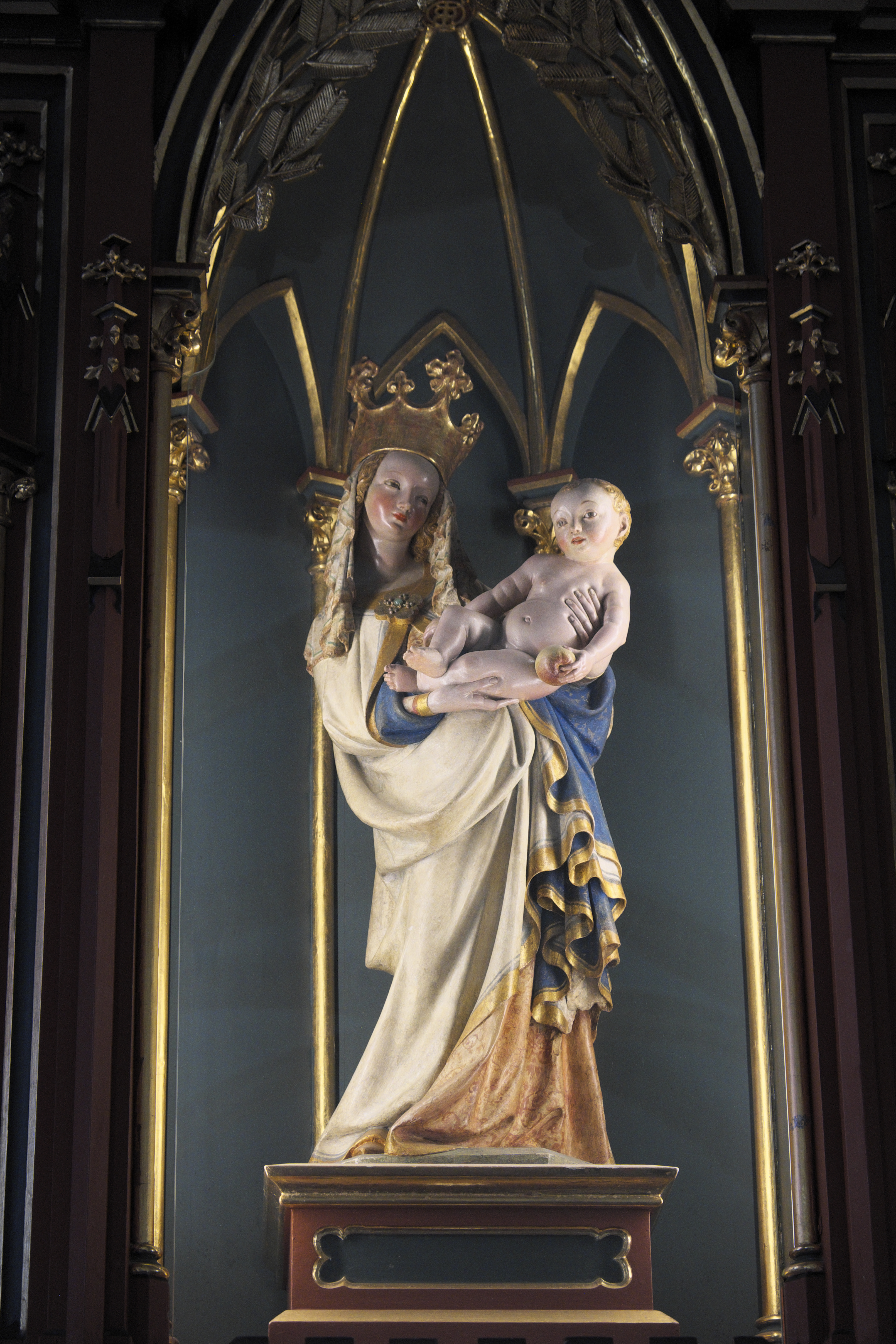
Altenmarkter Madonna

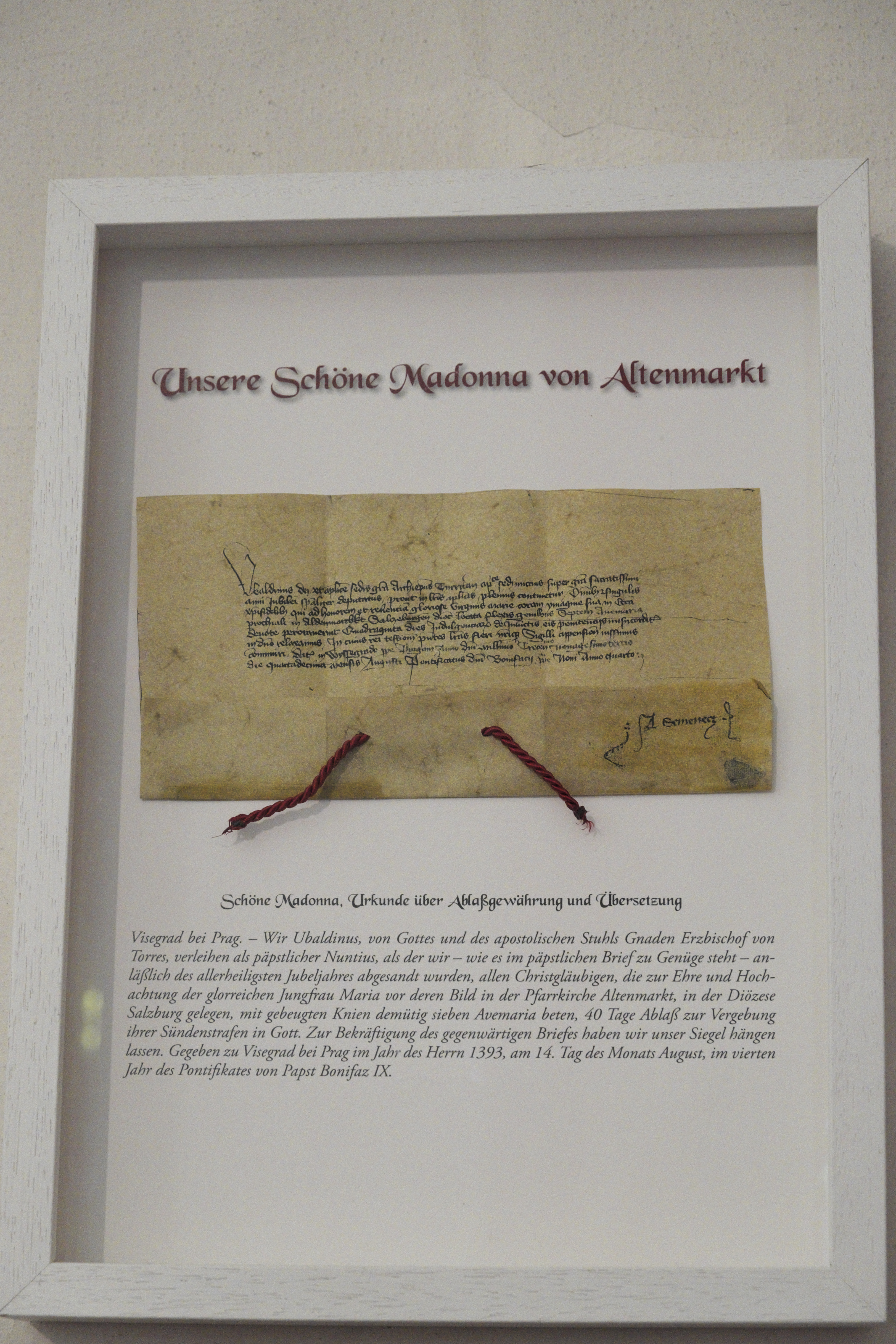
Ablassbrief

Die Altenmarkter Madonna steht in der Pfarrkirche Unserer Lieben Frau Geburt in Altenmarkt im Pongau, einer Marktgemeinde im Land Salzburg in Österreich.
Die gotische Skulptur mit einer Höhe von 88 cm aus Plänerkalkstein, die 1393 geschaffen wurde, ist ein Beispiel des sogenannten weichen Stils. Sie stammt von einem unbekannten böhmischen Künstler. Das nackte Kind hält in der linken Hand den Paradiesapfel, mit der rechten ergreift es den Mantelsaum der Mutter. 
Am 14. August 1393 fertigte der  päpstliche Nuntius Ubaldinus da Torres auf dem Vyšehrad in Prag einen Ablassbrief aus, der besagt, dass alle, die vor dem Gnadenbild beten, einen Ablass erhalten. 
Als Madonna vor der Tanne stand sie lange Zeit im Chor der Kirche und wurde 1638 auf einen eigenen Seitenaltar versetzt, den der Salzburger Bildhauer Hans Pernegger schuf. 
Die Altenmarkter Madonna wird jedes Jahr bei der Prozession zu Mariä Himmelfahrt am 15. August mitgeführt.